# Futbol als Jocs Olímpics d'estiu de 1980
Als Jocs Olímpics d'Estiu de 1980 celebrats a la ciutat de Moscou (Unió Soviètica) es disputà una competició de futbol en categoria masculina. La competició tingué lloc entre els dies 20 de juliol i 2 d'agost de 1980 a l'Estadi Central Lenin, l'Estadi Dynamo de Moscou; l'Estadi Kirov de Leningrad; l'Estadi Olímpic de Kíev; i l'Estadi Dinamo de Minsk.

## Comitès participants
Hi participaren un total de 256 futbolistes de setze comitès nacionals diferents:
| Grup A - Cuba - Unió Soviètica - Veneçuela - Zàmbia | Grup B - Colòmbia - Kuwait - Nigèria - Txecoslovàquia | Grup C - Algèria - Espanya - RDA - Síria | Grup D - Costa Rica - Finlàndia - Iraq - Iugoslàvia |

1. ↑   Cuba reemplaçà els  Estats Units pel Boicot polític dels Jocs.
2. ↑   Veneçuela reemplaçà  Argentina pel Boicot polític dels Jocs.
3. ↑   Zàmbia reemplaçà  Egipte pel Boicot polític dels Jocs.
4. ↑   Nigèria reemplaçà  Ghana pel Boicot polític dels Jocs.
5. ↑   Síria reemplaçà  Iran pel Boicot polític dels Jocs.
6. ↑   Finlàndia reemplaçà  Noruega pel Boicot polític dels Jocs.
7. ↑   Iraq reemplaçà  Malàisia pel Boicot polític dels Jocs.

## Resum de medalles
| Prova          | Or | Argent | Bronze |
| Futbol masculí | Txecoslovàquia Stanislav Seman · Luděk Macela · Josef Mazura · Libor Radimec · Zdeněk Rygel · Petr Němec · Ladislav Vízek · Jan Berger · Jindřich Svoboda · Lubomír Pokluda · Werner Lička · Rostislav Václavíček · Jaroslav Netolička · Oldřich Rott · František Štambacher · František Kunzo | Alemanya DemocràticaBodo Rudwaleit · Arthur Ullrich · Lothar Hause · Frank Uhlig · Frank Baum · Rüdiger Schnuphase · Frank Terletzki · Wolfgang Steinbach · Jürgen Bähringer · Werner Peter · Dieter Kühn · Norbert Trieloff · Matthias Müller · Matthias Liebers · Bernd Jakubowski · Wolf-Rudiger Netz | URSSRinat Dassàiev · Tengiz Sulakvelidze · Aleksandr Txivadze · Vagiz Khidiyatullin · Oleg Romantsev · Sergey Shavlo · Sergey Andreev · Vladimir Bezsònov · Yuri Gavrilov · Fyodor Cherenkov · Valeri Gazzaev · Vladimir Pilguj · Serguei Baltatxa · Sergei Nikulin · Khorèn Oganesyan · Alexandr Prokopenko · Revaz Chelebadze |

## Medaller
| Posició | País           | Or | Argent | Bronze | Total |
| 1       | Txecoslovàquia | 1  | 0      | 0      | 1     |
| 2       | RDA            | 0  | 1      | 0      | 1     |
| 3       | Unió Soviètica | 0  | 0      | 1      | 1     |

## Resultats

### Primera ronda
Grup A
|           | J | G | E | P | GF | GC | Pts |
| --------- | - | - | - | - | -- | -- | --- |
| URSS      | 3 | 3 | 0 | 0 | 15 | 1  | 6   |
| Cuba      | 3 | 2 | 0 | 1 | 3  | 9  | 4   |
| Veneçuela | 3 | 1 | 0 | 2 | 3  | 7  | 2   |
| Zàmbia    | 3 | 0 | 0 | 3 | 2  | 6  | 0   |

| Cuba       | 1–0   | Zàmbia |
| ---------- | ----- | ------ |
| Roldán 58' | Resum |        |

 Estadi Kirov (Leningrad)

Assistència: 100.000

Àrbitre: Marijan Raus (IUG)        
| URSS                                                        | 4–0   | Veneçuela |
| ----------------------------------------------------------- | ----- | --------- |
| Andreyev 3' · Cherenkov 25' · Gavrilov 34' · Oganessian 51' | Resum |           |

 Estadi Central Lenin (Moscou)

Assistència: 

Àrbitre: Franz Woehrer (AUT)        
| Cuba                      | 2–1   | Veneçuela       |
| ------------------------- | ----- | --------------- |
| Hernández 49' · Núñez 71' | Resum | Zubizarreta 68' |

 Estadi Kirov (Leningrad)

Assistència: 70.000

Àrbitre: Emilio Guruceta-Muro (ESP)        
| URSS                                 | 3–1   | Zàmbia      |
| ------------------------------------ | ----- | ----------- |
| Khidiyatullin 9' 51' · Cherenkov 87' | Resum | Chitalu 13' |

 Estadi Central Lenin (Moscou)

Assistència: 

Àrbitre: Marwan Arafat (IRQ)        
| URSS                                                                                           | 8–0   | Cuba |
| ---------------------------------------------------------------------------------------------- | ----- | ---- |
| Andreyev 8' 27' 44' · Romantsev 20' · Shavlo 43' · Cherenkov 55' · Gavrilov 75' · Bezsònov 77' | Resum |      |

 Estadi Dynamo (Moscou)

Assistència: 

Àrbitre: Bob Valentine (ESC)        
| Veneçuela                  | 2–1   | Zàmbia      |
| -------------------------- | ----- | ----------- |
| Zubizarreta 86' · Elie 90' | Resum | Chitalu 73' |

 Estadi Kirov (Leningrad)

Assistència: 80.000

Àrbitre: Jésus Paulino Siles (CRC)        
Grup B
|                | J | G | E | P | GF | GC | Pts |
| -------------- | - | - | - | - | -- | -- | --- |
| Txecoslovàquia | 3 | 1 | 2 | 0 | 4  | 1  | 4   |
| Kuwait         | 3 | 1 | 2 | 0 | 4  | 2  | 4   |
| Colòmbia       | 3 | 1 | 1 | 1 | 2  | 4  | 3   |
| Nigèria        | 3 | 0 | 1 | 2 | 2  | 5  | 1   |

| Txecoslovàquia                       | 3–0   | Colòmbia |
| ------------------------------------ | ----- | -------- |
| Pokluda 14' · Berger 18' · Vízek 85' | Resum |          |

 Estadi Kirov (Leningrad)

Assistència: 

Àrbitre: Belaid Lacarne (ALG)        
| Kuwait                 | 3–1   | Nigèria     |
| ---------------------- | ----- | ----------- |
| Al Dakheel 16' 40' 85' | Resum | Mubarak 25' |

 Estadi Dynamo (Moscou)

Assistència: 

Àrbitre: Klaus Scheurell (RDA)        
| Colòmbia      | 1–1   | Kuwait     |
| ------------- | ----- | ---------- |
| Molinares 73' | Resum | Sultan 64' |

 Estadi Dynamo (Moscou)

Assistència: 

Àrbitre: Anders Mattson (FIN)        
| Txecoslovàquia | 1–1   | Nigèria   |
| -------------- | ----- | --------- |
| Vízek 25'      | Resum | Nwosu 84' |

 Estadi Kirov (Leningrad)

Assistència: 

Àrbitre: Enrique Labo Revoredo (Perú)        
| Colòmbia    | 1–0   | Nigèria |
| ----------- | ----- | ------- |
| Cardona 55' | Resum |         |

 Estadi Dynamo (Moscou)

Assistència: 

Àrbitre: Salim Naji Al-Hachami (IRQ)        
| Txecoslovàquia | 0–0   | Kuwait |
| -------------- | ----- | ------ |
|                | Resum |        |

 Estadi Kirov (Leningrad)

Assistència: 

Àrbitre: Riccardo Lattanzi (ITA)        
Group C
|                      | J | G | E | P | GF | GC | Pts |
| -------------------- | - | - | - | - | -- | -- | --- |
| Alemanya Democràtica | 3 | 2 | 1 | 0 | 7  | 1  | 5   |
| Algèria              | 3 | 1 | 1 | 1 | 4  | 2  | 3   |
| Espanya              | 3 | 0 | 3 | 0 | 2  | 2  | 3   |
| Síria                | 3 | 0 | 1 | 2 | 0  | 8  | 1   |

| Alemanya Democràtica | 1–1   | Espanya    |
| -------------------- | ----- | ---------- |
| Kühn 49'             | Resum | Alonso 50' |

 Estadi Dinamo (Minsk)

Assistència: 100.000

Àrbitre: Ulf Eriksson (SUE)        
| Algèria                                   | 3–0   | Síria |
| ----------------------------------------- | ----- | ----- |
| Belloumi 36' · Madjer 48' · Merzekane 73' | Resum |       |

 Estadi Dinamo (Minsk)

Assistència: 

Àrbitre: Vojtech Christov (TXE)        
| Alemanya Democràtica | 1–0   | Algèria |
| -------------------- | ----- | ------- |
| Terletzki 61'        | Resum |         |

 Estadi Dinamo (Minsk)

Assistència: 70.000

Àrbitre: Romualdo Arppi Filho (BRA)        
| Espanya | 0–0   | Síria |
| ------- | ----- | ----- |
|         | Resum |       |

 Estadi Dinamo (Minsk)

Assistència: 

Àrbitre: José Castro Lozada (VEN)        
| Espanya    | 1–1   | Algèria      |
| ---------- | ----- | ------------ |
| Rincón 38' | Resum | Belloumi 63' |

 Estadi Dinamo (Minsk)

Assistència: 

Àrbitre: Eldar Azim Zade (URSS)        
| Alemanya Democràtica                                | 5–0   | Síria |
| --------------------------------------------------- | ----- | ----- |
| Hause 6' · Netz 25' 45' · Peter 75' · Terletzki 82' | Resum |       |

 Estadi Dinamo (Minsk)

Assistència: 80.000

Àrbitre: Ulf Eriksson (SUE)        
Grup D
|            | J | G | E | P | GF | GC | Pts |
| ---------- | - | - | - | - | -- | -- | --- |
| Iugoslàvia | 3 | 2 | 1 | 0 | 6  | 3  | 5   |
| Iraq       | 3 | 1 | 2 | 0 | 4  | 1  | 4   |
| Finlàndia  | 3 | 1 | 1 | 1 | 3  | 2  | 3   |
| Costa Rica | 3 | 0 | 0 | 3 | 2  | 9  | 0   |

| Iugoslàvia                    | 2–0   | Finlàndia |
| ----------------------------- | ----- | --------- |
| Šećerbegović 56' · Šestić 58' | Resum |           |

 Estadi Dinamo (Minsk)

Assistència: 

Àrbitre: Mario Rubio Vázquez (MEX)        
| Iraq                                 | 3–0   | Costa Rica |
| ------------------------------------ | ----- | ---------- |
| Basheer 45' · Saeed 49' · Hassan 75' | Resum |            |

 Estadi Dinamo (Minsk)

Assistència: 

Àrbitre: Nyirenda Chayu (ZAM)        
| Iugoslàvia                           | 3–2   | Costa Rica             |
| ------------------------------------ | ----- | ---------------------- |
| Zlatko Vujović 6' 54' · Primorac 24' | Resum | White 35' · Arroyo 90' |

 Estadi Dinamo (Minsk)

Assistència: 

Àrbitre: Bassey Eyo-Honesty (NGA)        
| Finlàndia | 0–0   | Iraq |
| --------- | ----- | ---- |
|           | Resum |      |

 Estadi Dinamo (Minsk)

Assistència: 40.000

Àrbitre: Ramón Calderón Castro (CUB)        
| Finlàndia                           | 3–0   | Costa Rica |
| ----------------------------------- | ----- | ---------- |
| Tissari 18' · Alila 58' · Soini 88' | Resum |            |

 Estadi Dinamo (Minsk)

Assistència: 

Àrbitre: Ali Albannai Abdulwahab (KUW)        
| Iugoslàvia        | 1–1   | Iraq       |
| ----------------- | ----- | ---------- |
| Zoran Vujović 63' | Resum | Hassan 61' |

 Estadi Dinamo (Minsk)

Assistència: 

Àrbitre: André Daina (SUI)        

### Quadre final
|  | Quarts de final          | Quarts de final       |                       |            | Semifinals  | Semifinals  |  |  | Final              | Final |
|  |                          |                       |                       |            |             |             |  |  |                    |       |
|  | 27 de juliol - Moscou    |                       |                       |            |             |             |  |  |                    |       |
|  |                          |                       |                       |            |             |             |  |  |                    |       |
|  | URSS                     | 2                     |                       |            |             |             |  |  |                    |       |
|  | URSS                     | 2                     | 29 de juliol - Moscou |            |             |             |  |  |                    |       |
|  | Kuwait                   | 1                     |                       |            |             |             |  |  |                    |       |
|  | Kuwait                   | 1                     | URSS                  | 0          |             |             |  |  |                    |       |
|  | 27 de juliol - Kíev      |                       | URSS                  | 0          |             |             |  |  |                    |       |
|  |                          | Alemanya Democràtica  | 1                     |            |             |             |  |  |                    |       |
|  | Alemanya Democràtica     | Alemanya Democràtica  | 1                     | 4          |             |             |  |  |                    |       |
|  | Alemanya Democràtica     |                       | 2 d'agost - Moscou    | 4          |             |             |  |  |                    |       |
|  | Iraq                     | 0                     |                       |            |             |             |  |  |                    |       |
|  | Iraq                     | 0                     | Alemanya Democràtica  | 0          |             |             |  |  |                    |       |
|  | 27 de juliol - Leningrad |                       | Alemanya Democràtica  | 0          |             |             |  |  |                    |       |
|  |                          | Txecoslovàquia        | 1                     |            |             |             |  |  |                    |       |
|  | Txecoslovàquia           | Txecoslovàquia        | 1                     | 3          |             |             |  |  |                    |       |
|  | Txecoslovàquia           | 29 de juliol - Moscou |                       | 3          |             |             |  |  |                    |       |
|  | Cuba                     | 0                     |                       |            |             |             |  |  |                    |       |
|  | Cuba                     | 0                     | Txecoslovàquia        | 2          | Tercer lloc | Tercer lloc |  |  |                    |       |
|  | 27 de juliol - Minsk     |                       | Txecoslovàquia        | 2          | Tercer lloc | Tercer lloc |  |  |                    |       |
|  |                          | Iugoslàvia            | 0                     |            |             |             |  |  |                    |       |
|  | Iugoslàvia               | Iugoslàvia            | 0                     | 3          | URSS        | 2           |  |  |                    |       |
|  | Iugoslàvia               |                       |                       | 3          | URSS        | 2           |  |  |                    |       |
|  | Algèria                  | 0                     |                       | Iugoslàvia | 0           |             |  |  |                    |       |
|  | Algèria                  | 0                     |                       |            | 0           |             |  |  |                    |       |
|  |                          |                       |                       |            |             |             |  |  | 1 d'agost - Moscou |       |
|  |                          |                       |                       |            |             |             |  |  |                    |       |

### Quarts de final
| Iugoslàvia                                    | 3–0   | Algèria |
| --------------------------------------------- | ----- | ------- |
| Miročević 5' · Šestić 19' · Zoran Vujović 70' | Resum |         |

 Estadi Dinamo (Minsk)

Assistència: 

Àrbitre: Klaus Scheurell (RDA)        
| URSS                         | 2–1   | Kuwait     |
| ---------------------------- | ----- | ---------- |
| Cherenkov 30' · Gavrilov 51' | Resum | Sultan 59' |

 Estadi Dynamo (Moscou)

Assistència: 48.000

Àrbitre: Mario Rubio Vazquez (MEX)        
| Txecoslovàquia              | 3–0   | Cuba |
| --------------------------- | ----- | ---- |
| Vízek 29' 59' · Pokluda 90' | Resum |      |

 Estadi Kirov (Leningrad)

Assistència: 

Àrbitre: Enrique Labo Revoredo (PER)        
| Alemanya Democràtica                                     | 4–0   | Iraq |
| -------------------------------------------------------- | ----- | ---- |
| Schnuphase 4' · Netz 11' · Steinbach 17' · Terletzki 22' | Resum |      |

 Estadi Dinamo (Minsk)

Assistència: 48.000

Àrbitre: Romualdo Arppi Filho (BRA)        

### Semifinals
| URSS | 0–1   | Alemanya Democràtica |
| ---- | ----- | -------------------- |
|      | Resum | Netz 16'             |

 Estadi Central Lenin (Moscou)

Assistència: 95.000

Àrbitre: Ulf Eriksson (SUE)        
| Txecoslovàquia         | 2–0   | Iugoslàvia |
| ---------------------- | ----- | ---------- |
| Lička 4' · Sreiner 18' | Resum |            |

 Estadi Dynamo (Moscou)

Assistència: 48.000

Àrbitre: Franz Woehrer (AUT)        

### Partit pel tercer lloc
| URSS                          | 2–0   | Iugoslàvia |
| ----------------------------- | ----- | ---------- |
| Oganessian 67' · Andreyev 82' | Resum |            |

 Estadi Dynamo (Moscou)

Assistència: 45.000

Àrbitre: Bob Valentine (ESC)        

### Final
| Txecoslovàquia | 1–0   | Alemanya Democràtica |
| -------------- | ----- | -------------------- |
| Svoboda 77'    | Resum |                      |

 Estadi Central Lenin (Moscou)

Assistència: 70.000

Àrbitre: Eldar Azim Zade (URSS)        